# Bershka
Бершка (шп. Bershka, IPA: ) компанија је која врши малопродају одеће. Део је шпанске групе Индитекс (која у власништву такође има брендове Зара, Масимо дути, Пул ен бер, Ојшо, Утеркве, Страдиваријус и Зара хоум).

## Историја
Компанија је основана у априлу 1998. као нова радња и модни концепт, с циљаним млађим тржиштем. Сада има преко 1000 пословница у више од 71 земље широм света. Продаја коју изврши Бершка представља 10% групе Индитекс.
Дана 6. септембра 2011. године, компанија је (поред својих сестринских брендова) покренула онлајн продају у следећим земљама: Француска, Немачка, Грчка, Пољска, Италија, Ирска, Холандија, Португалија, Шпанија, Кина, Летонија и Уједињено Краљевство.

## Галерија
- Радња Бершка у Рену у Француској
- Шопинг центар Униреа у Букурешту у Румунији

## Пословнице
Број пословница радње Бершка у свакој земљи или региону дат је испод.
| Африка - Египат: 6 - Мароко: 3 - Тунис: 3 - Алжир: 2 | Америке - Мексико: 72 - Колумбија: 13 - Венецуела: 9 - Доминиканска Република: 6 - Гватемала: 3 - Костарика: 2 - Еквадор: 2 - Салвадор: 2 - Хондурас: 2 - Панама: 2 - Никарагва: 1 - Сједињене Државе: 1 | Азија - Кина: 66 - Саудијска Арабија: 32 - Јапан: 25 - Израел: 17 - УАЕ: 9 - Индонезија: 9 - Либан: 9 - Казахстан: 6 - Хонгконг: 5 - Јужна Кореја: 5 - Филипини: 4 - Катар: 4 - Република Кина: 3 - Кувајт: 3 - Сингапур: 3 - Јерменија: 2 - Грузија: 2 - Јордан: 2 - Малезија: 2 - Бахреин: 1 - Макао: 1 - Оман: 1 - Тајланд: 1 | Европа - Шпанија: 200 - Русија: 99 - Италија: 64 - Француска: 50 - Пољска: 49 - Португалија: 48 - Турска: 35 - Грчка: 30 - Румунија: 26 - Холандија: 18 - Украјина: 14 - Белгија: 13 - Њемачка: 12 - Хрватска: 9 - Мађарска: 9 - Аустрија: 8 - Бугарска: 7 - Кипар: 6 - Ирска: 6 - Швајцарска: 6 - Чешка: 5 - Словачка: 5 - Уједињено Краљевство: 5 - Србија: 4 - Литванија: 4 - Словенија: 4 - Азербејџан: 3 - Босна и Херцеговина: 3 - Летонија: 3 - Малта: 2 - Албанија: 1 - Андора: 1 - Белорусија: 2 - Естонија: 1 - Северна Македонија: 1 - Црна Гора: 1 |